# Competición contrarreloj
Una competición contrarreloj es un formato de competición en la que los participantes deben realizar una tarea en el menor tiempo posible. En ciertos deportes, una carrera contrarreloj obliga a los deportistas a realizar un trayecto en el menor tiempo posible, sin interacción física entre ellos.
En una carrera contrarreloj, es habitual que la largada sea a intervalos: cada participante comienza la carrera en un instante distinto (por ejemplo, cada 30 segundos). Luego de que los competidores completan el trayecto, se comparan los tiempos que cada uno precisó para realizarlo. Este formato de competición se usa en carreras de ciclismo, en el esquí de fondo, en el biatlón y en numerosas modalidades de automovilismo y motociclismo, por ejemplo el rally, el rally raid y las carreras de montaña.

## Etapas prólogo

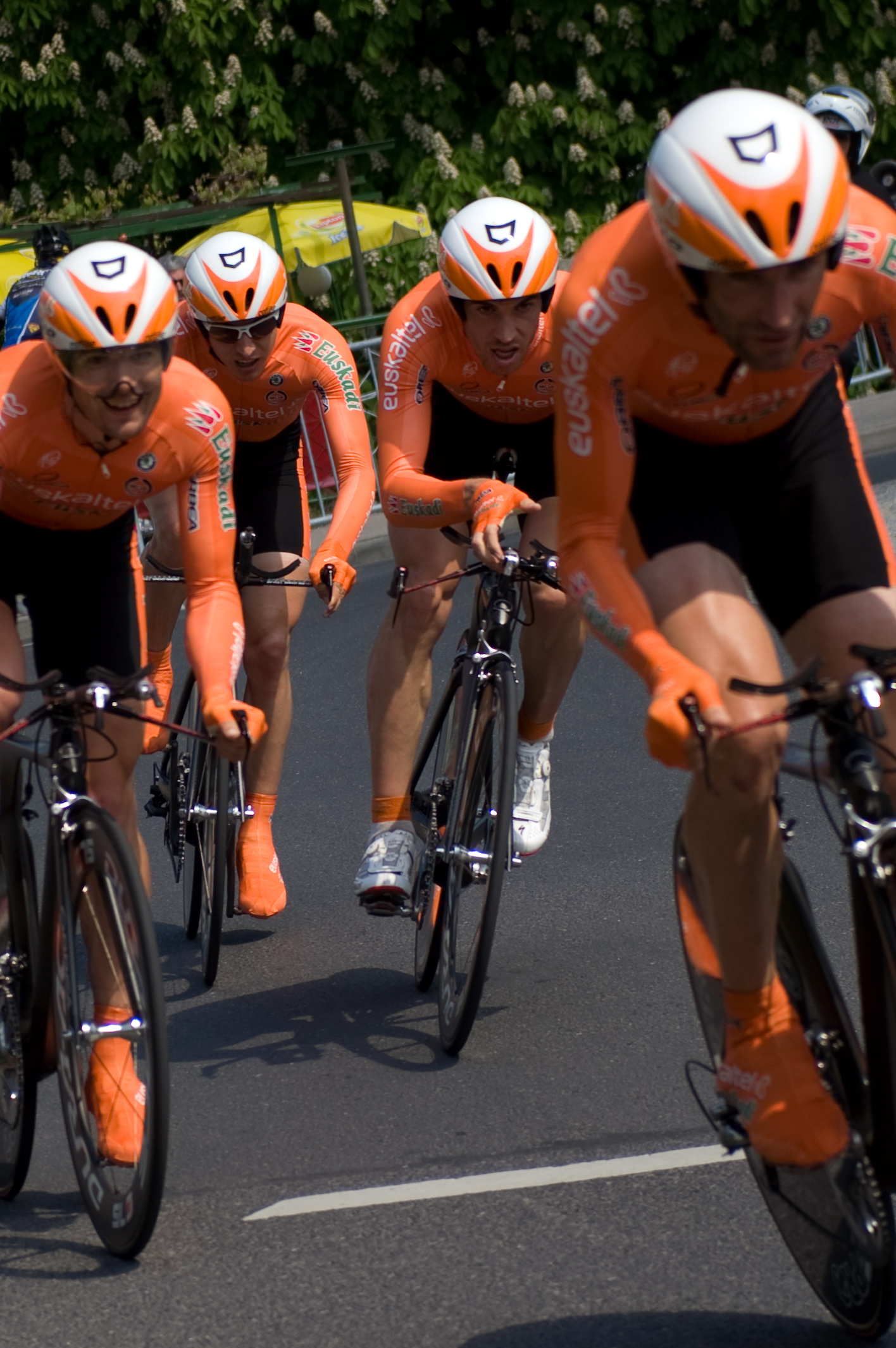
Una etapa de contrarreloj por equipos, de ciclismo. Tour de Romandía, 2009.

Son las más cortas y suelen desarrollarse en zonas urbanas (hasta un límite de 8 km) iniciando algunas carreras (campeonatos). La principal diferencia es que no hay "fuera de control", un corredor puede perder todo el tiempo que quiera, y además en caso de caída puede abandonar la etapa y correr al día siguiente, dándole el tiempo del último clasificado. Estas contrarrelojes oficialmente no se llaman etapa sino prólogo, pero el tiempo se tiene en cuenta para la clasificación general e incluso la UCI puntúa a los corredores como si fuera una etapa normal.

## Contrarreloj por equipos
Otra variante de las carreras contrarreloj es el equipo. Cada equipo corre agrupado y el tiempo a tener en cuenta es a partir del cuarto o quinto corredor del mismo equipo que cruza la línea de meta.

### Otros
También existe otra modalidad, mucho menos común, que es la contrarreloj por parejas (doble). La carrera más destacada (hasta su desaparición) de este tipo fue el G.P. Eddy Merckx. También hubo una carrera por tríos en la Vuelta a España.

## Deportes en los que se utiliza este formato

### Biatlón

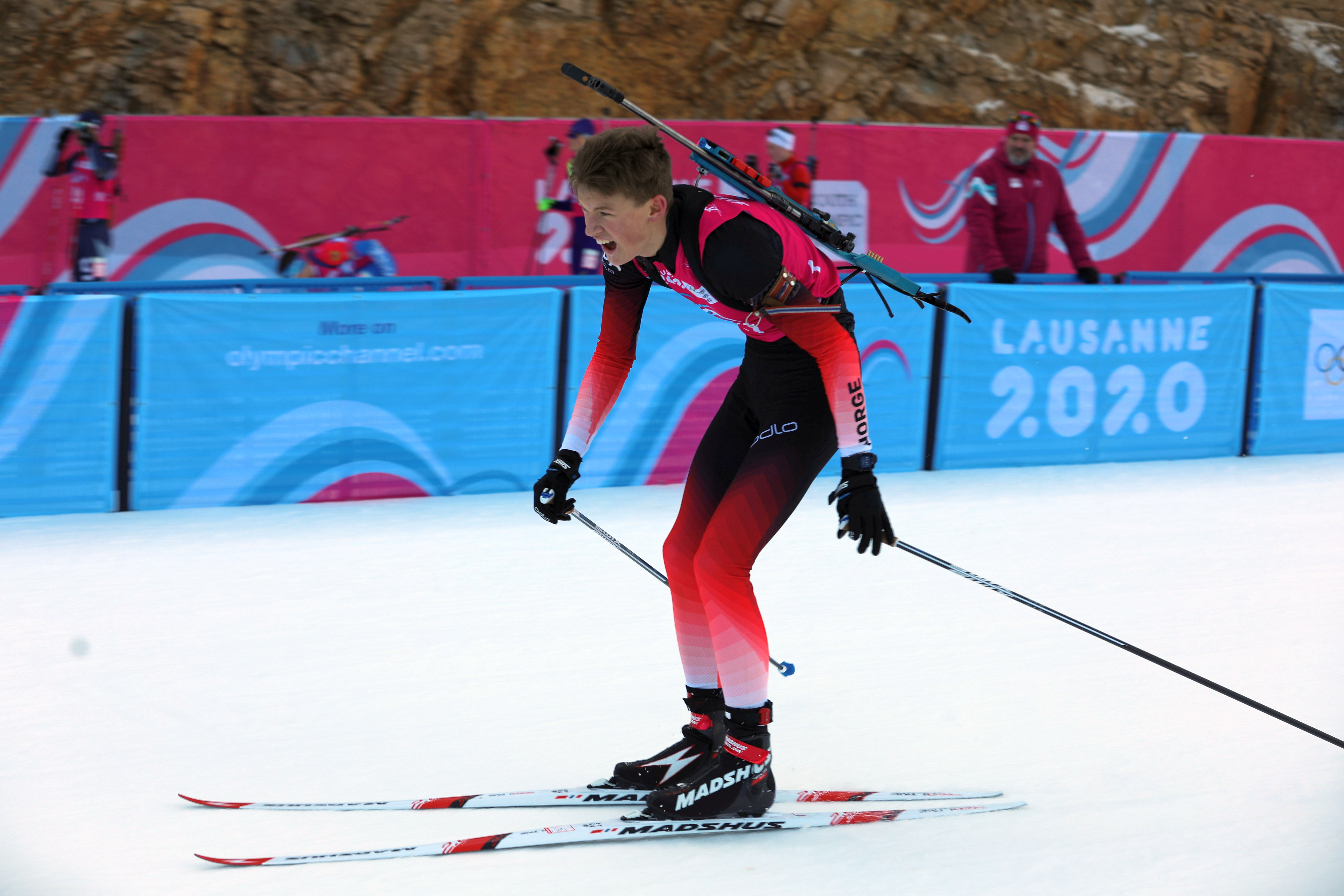
Un participante de una prueba de biatlón durante la prueba de los Juegos Olímpicos de la Juventud en 2020.

En el biatlón, el sprint y los eventos individuales son eventos de contrarreloj en los que cada atleta comienza con un intervalo de 30 segundos.

### Carrera a pie
Al correr, este formato se utiliza principalmente para hacer que los pelotones sean más fluidos con el fin de evitar tener demasiados corredores en porciones estrechas de un recorrido. Este es particularmente el caso de las competiciones de carreras de montaña como el Trophée des Muletiers  cerca de Clermont-Ferrand o el Kilómetro Vertical de Fully (Suiza), o incluso la Course de la Tour de Sauvabelin, donde la brecha entre cada corredor es de veinte segundos.

### Ciclismo

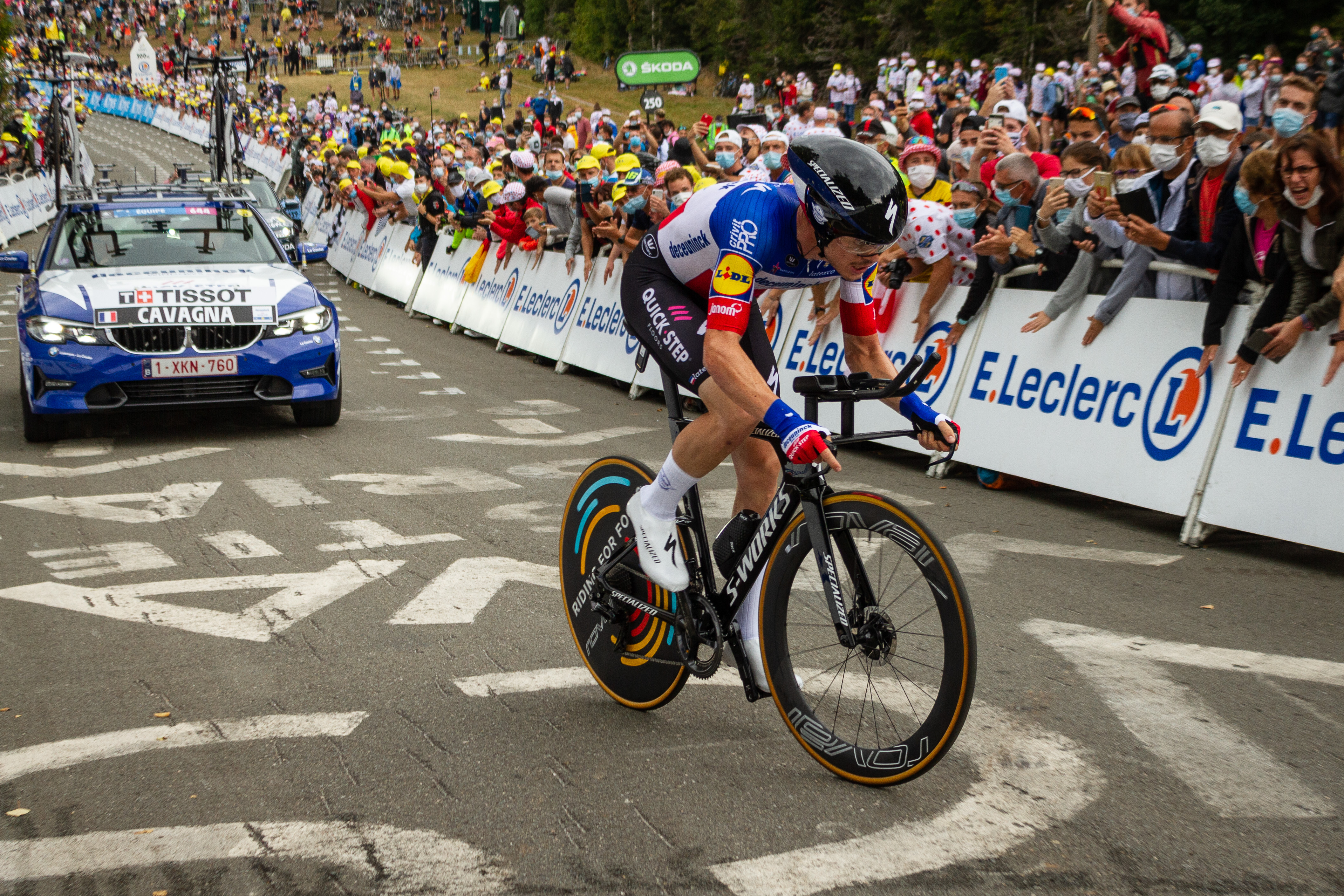
Remi Cavargna, en un sector contra reloj del Tour de Francia del 2020.

La contrarreloj en bicicleta es una de las maneras más conocidas del uso de pruebas contrarreloj. Todas las Grandes Vueltas incluyen al menos uno de estos eventos. Aparte de las primeras etapas tipo prólogo, los corredores parten en orden inverso a la clasificación general del día anterior (o del año anterior, o de la numeración del dorsal en el caso de las pruebas prólogo). Por lo tanto, el líder del evento siempre comienza último. También suele haber otra prueba similar, la contrarreloj por equipos.
En ciclismo, por ejemplo, una contrarreloj (TT) puede ser una prueba individual de ciclismo en pista, o una individual o contrarreloj por equipos en carretera, y cualquiera de estas últimas, o ambas, pueden formar parte de carreras por etapas de varios días. A diferencia de otros tipos de carreras, los atletas corren solos, ya que son enviados a intervalos (salidas a intervalos), en contraposición a una salida en masa. El Contrarrelojista a menudo buscará mantener ganancias aerodinámicas marginales ya que las carreras a menudo se ganan o se pierden por pocos segundos.

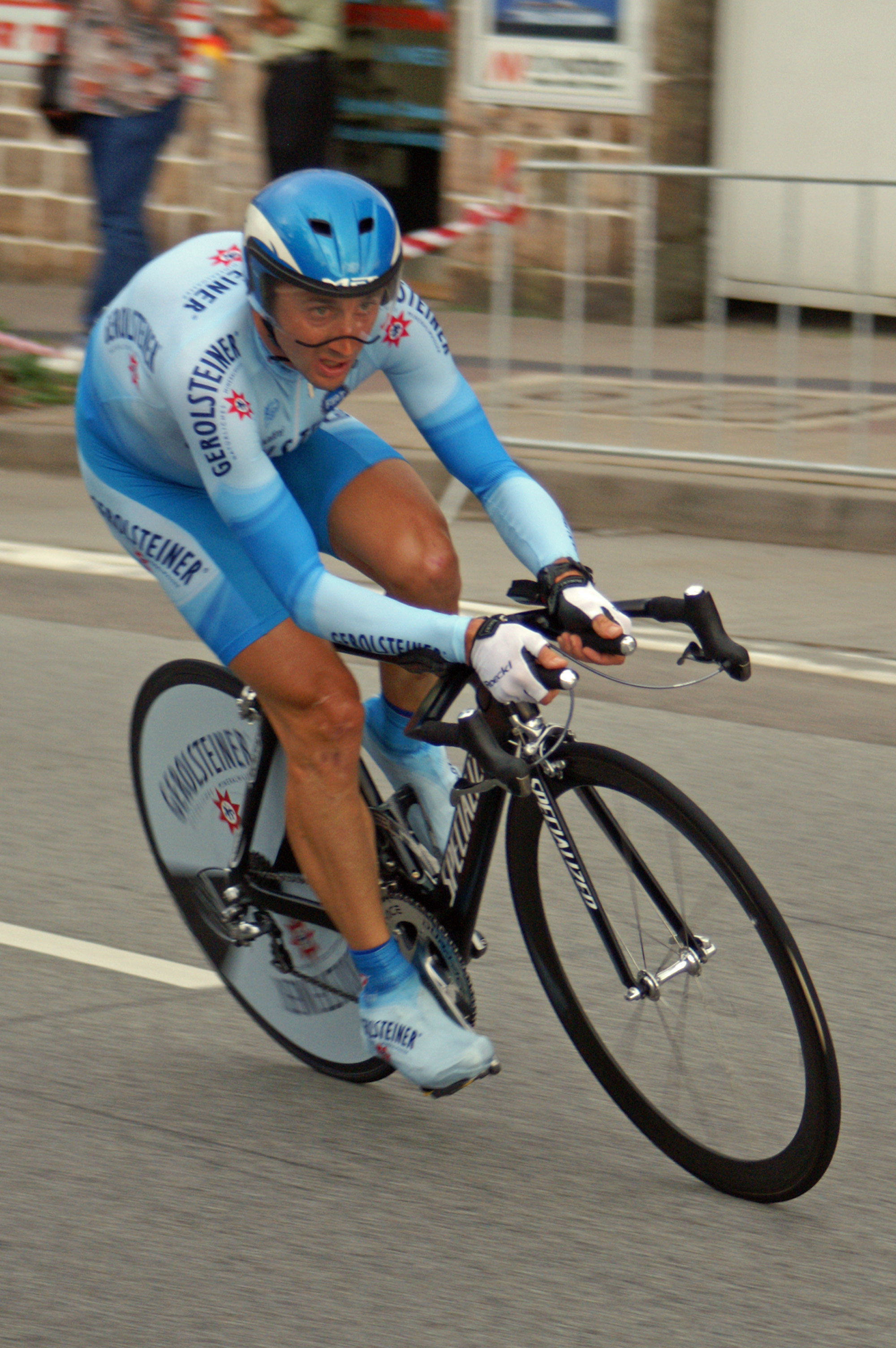
El corredor Davide Rebellin disputando una contrarreloj en Alemania en 2005.

### Natación en aguas abiertas

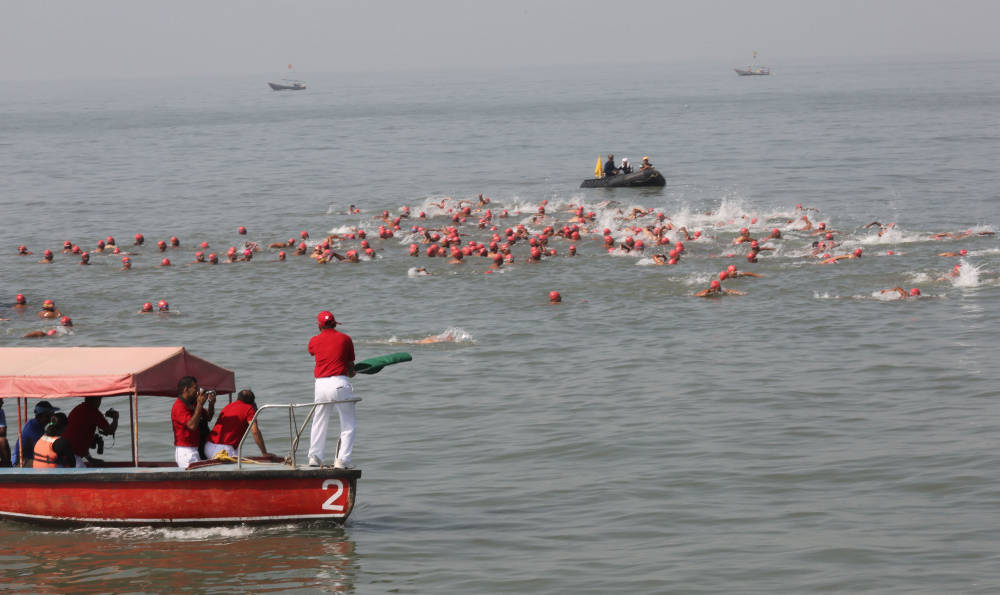
Una competición de natación en aguas abiertas en 2015.

En la natación en aguas abiertas, se disputa una contrarreloj de 5 km especialmente durante los Campeonatos de Francia y Europa (y no durante los Campeonatos del Mundo). El recorrido es similar a los 5 km en línea y los nadadores comienzan según su lugar en los 5 km en línea completados el día anterior. El espacio entre cada nadador es de 30 segundos.

### Esquí
En las competiciones de esquí de fondo, los esquiadores salen en intervalos de 30 a 60 segundos.

### Remo
En el remo, las carreras contrarreloj, en las que las embarcaciones salen a intervalos de 10 a 20 segundos, suelen llamarse "carreras de cabeza" Una carrera de cabeza es una competición contrarreloj en remo. Las regatas de cabeza suelen celebrarse en las temporadas de otoño, invierno y primavera. Estos eventos atraen a muchos atletas y observadores. En esta forma de competición, los remeros compiten contra el reloj y la tripulación o el remero que completa el recorrido en el menor tiempo de su categoría de edad, habilidad y clase de embarcación es considerado el ganador.

## Automovilismo
En muchas formas de deportes de motor, un formato similar se utiliza en la calificación para determinar el orden de salida para el evento principal, aunque a menudo se permiten múltiples intentos para establecer el tiempo más rápido. En rallyes, las etapas especiales se disputan en formato contrarreloj. Otras formas de contrarreloj en el automovilismo incluyen la escalada de colinas y la clasificación. Una carrera similar contra el reloj o contrarreloj es a menudo parte de videojuego de carrerass.
Contrarreloj es un tipo de deporte de motor en el que los corredores compiten por el mejor tiempo de vuelta.  Cada vehículo es cronometrado a través de numerosos circuitos de la pista.  Los corredores realizan un circuito preliminar, luego corren las vueltas cronometradas y terminan con una vuelta de enfriamiento. Las pruebas de ataque contrarreloj y contrarreloj se diferencian por el formato y las reglas de la competición. El contrarreloj tiene un número limitado de vueltas, mientras que la contrarreloj tiene sesiones abiertas.[cita requerida] A diferencia de otras disciplinas automovilísticas cronometradas como sprinting y hillclimbing, el coche debe arrancar en plenas condiciones de rolling start tras una vuelta de  calentamiento en la que tendrán que acelerar al máximo para determinar a qué velocidad entran en su vuelta cronometrada. Comúnmente, como los coches son coches de carretera modificados, se requiere que tengan neumáticos autorizados para su uso en carretera.[cita requerida]
Los eventos de contrarreloj comenzaron en Japón a mediados de la década de 1960. Desde entonces, se han extendido por todo el mundo. En Estados Unidos, la Super Lap Battle se celebra en Buttonwillow Raceway Park desde 2004. En febrero de 2019 se corrió un nuevo evento llamado Superlap Battle USA en el Circuito de las Américas en Austin (Texas). El ganador absoluto fue Cole Powelson en el Lyfe Nissan GTR. Un evento internacional conocido como World Time Attack Challenge se ha celebrado en Sydney Motorsport Park, Australia desde 2010 atrayendo a los equipos de Time Attack más rápidos de todo el mundo para competir.[cita requerida]
Europa acoge varios campeonatos de Time Attack con Dutch Time Attack como uno de los primeros que comenzó en junio de 2008. Hasta la fecha este campeonato se disputa de 4 a 6 carreras al año en CM.com Circuit Zandvoort , TT-circuit Assen, Nürburgring GP-Strecke (junto con German Time Attack Masters) y ocasionalmente en otros circuitos de Alemania, Bélgica o Francia. El Time Attack holandés está preparado para acoger a pilotos desde el nivel más básico hasta coches de carreras completos con sus correspondientes pilotos, divididos en 5 clases.[cita requerida]

### Estados Unidos
En el National Auto Sport Association las series Time Trial (NASA TT) es un programa nacional de competición automovilística, que utiliza series regionales basadas en un formato de estilo contrarreloj, con reglas que establecen clasificaciones de coches para proporcionar un concurso de habilidad del conductor. NASA TT está diseñado para cerrar la brecha entre la NASA HPDE (High Performance Driving Events), y las carreras rueda a rueda.[cita requerida]
NASA TT proporciona un lugar para la competición en pista con un alto grado de seguridad y comodidad. La competición TT de la NASA tendrá lugar durante las sesiones HPDE-4 de la NASA o en grupos separados de carreras TT, dependiendo del calendario del evento y del número de participantes.  Además de tener un conjunto de normas nacionales de la NASA TT, las normas, directrices de seguridad y requisitos de conducción del programa HPDE-4 se aplican a la NASA TT. Estas reglas se pueden encontrar en la NASA CCR (Club Codes and Regs).[cita requerida]

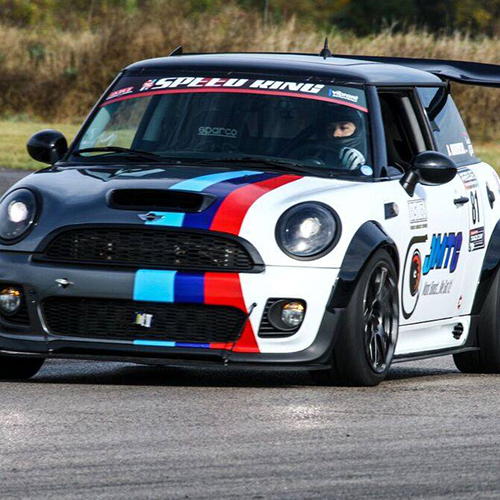
Un coche modelo Mini Cooper S de la clase Modified FWD del equipo Flying Pigs Racing Street en una prueba contrarreloj en Pontiac, Míchigan, EE. UU., en 2017. Piloto Ben Marouski.

Otros eventos como Gridlife ofrecen un evento de contrarreloj que tiene lugar en varios lugares de Norteamérica. La competición se divide en varios grupos en función de las especificaciones de los coches. El nivel varía desde vehículos de uso diario hasta coches de carreras no homologados. Cada clase también tiene su propio conjunto de normas y reglamentos sobre las especificaciones del coche como la clase superior uno va menos regulaciones uno se enfrenta a. Los 12 primeros competidores, independientemente de la clase participarán en el evento de la parrilla final en la que el conductor se le permite una vuelta de calentamiento, una vuelta en caliente, y una vuelta de enfriamiento. La vuelta en caliente, sin embargo, no contará para el evento de trackbattle general. También hay un campeonato de temporada con cada clase que tiene un campeón basado en los puntos obtenidos a lo largo de la temporada.[cita requerida]

### Alemania
En Alemania, el German Timeattack Masters es un campeonato de contrarreloj que se celebra desde 2013. Comenzó estando limitado únicamente a coches japoneses y se abrió a vehículos de todas las marcas en 2016. De 2013 a 2017 el campeonato constaba de cuatro eventos, en 2018 ese número aumentó a cinco para el campeonato general.[cita requerida]
Los eventos se celebran en varios circuitos de carreras, la mayoría de ellos situados en Alemania, como el Nürburgring , el Lausitzring y el Hockenheimring. Además, desde hace años, se utiliza el TT Circuit Assen en cooperación con el Dutch Time Attack Masters. Anteriormente, las carreras también tenían lugar en el circuito alemán Oschersleben.[cita requerida]
Cada evento consta de Warm Up, Clasificación y la final de Hotlap, contando la clasificación de Clasificación y la clasificación de Hotlap para el campeonato general. En la Hotlap sólo corren los cinco más rápidos de la Calificación.[cita requerida]
Los grupos se dividen según las especificaciones de los coches, principalmente en cuanto a la severidad de las modificaciones y la aerodinámica. Con clases más potentes, las normas de seguridad también son más estrictas. Las clases van desde la clase Club, cercana a la producción, pasando por la clase Pro, con más aerodinámica permitida y cambios de motor permitidos, hasta la clase Extreme, en la que todo está permitido si no está prohibido explícitamente. Mientras que en las clases inferiores se hace una distinción entre 2WD y 4WD, esto se descuida en la clase Extreme.[cita requerida]
La serie es independiente y no está conectado a ninguna organización más grande como el DMSB.

### Rally de automóviles

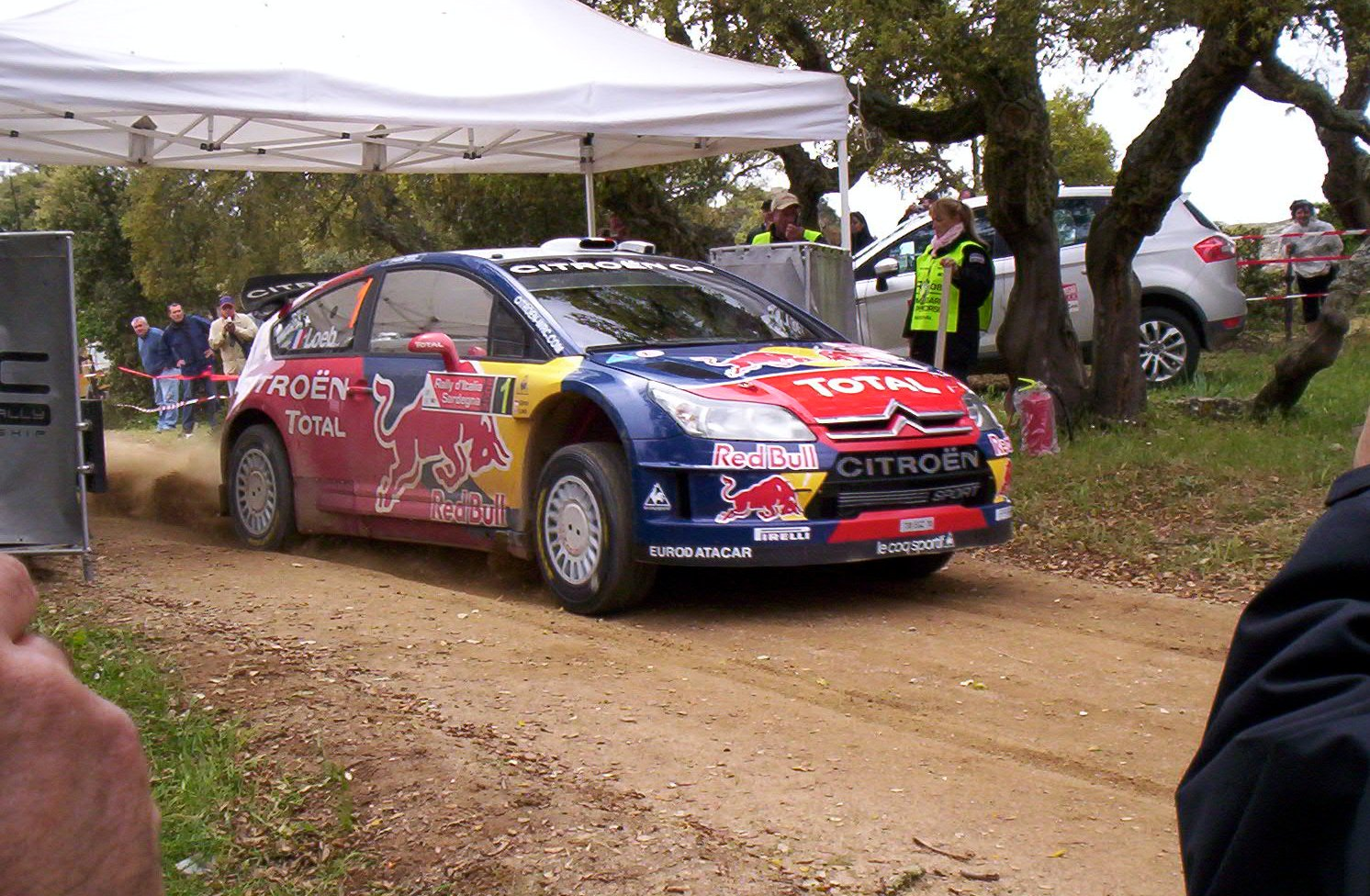
Las carreras de rally en automovilismo tienen un formato contrarreloj, con largadas a intervalos.En la imagen Sébastien Loeb y Daniel Elena al comienzo de la segunda jornada del Rally Italia-Sardegna 2008, SS Punta Pianedda.

En un rally de automóviles, cada etapa se corre contra el reloj. Sin embargo, algunas súper etapas se ejecutan en forma de duelo. En competiciones como el Rally Dakar también se sigue el formato contrarreloj en etapas especiales, donde el resultado de la carrera es el resultado de la suma de sus partes menos penalizaciones.

## Otros significados

### Videojuegos
En videojuegos de carreras, el término también se utiliza para referirse a las pruebas cronometradas, especialmente en los juegos de rally. La carrera checkpoint es un tipo particular de contrarreloj: el recorrido se divide en varios tramos intermedios que el jugador debe alcanzar en un tiempo determinado o corre el riesgo de ser eliminado (suele aparecer una cuenta atrás en la pantalla), o bien estos puntos de control son "estaciones de registro de tiempo". Normalmente es posible conservar estos registros y competir contra un "fantasma" (un vehículo que hace exactamente el mismo recorrido que nuestro mejor tiempo) para que el jugador pueda mejorar.